# Hygrochroa fucosa
Hygrochroa fucosa är en fjärilsart som beskrevs av Max Wilhelm Karl Draudt 1929. Hygrochroa fucosa ingår i släktet Hygrochroa och familjen silkesspinnare. Inga underarter finns listade i Catalogue of Life.